# Onobops crassus
Onobops crassus är en snäckart som först beskrevs av F. G. Thompson 1968.  Onobops crassus ingår i släktet Onobops och familjen tusensnäckor. Inga underarter finns listade i Catalogue of Life.